# ロス・カラム
ロス・カラム（Ross Cullum、1957年 - 、イングランド・ロンドン・フラム生まれ）は、イギリスの作曲家、音楽プロデューサー、ソングライター、ミキサー、A&R、音楽業界のコンサルタントである。

## 略歴
カラムはジョージ・マーティンの「AIR スタジオ」のアシスタントとなり、ロキシー・ミュージック、ケイト・ブッシュ、カールハインツ・シュトックハウゼン、ジェフ・ベックなどのレコーディングに取り組んだ。
また、ジェフ・エメリック、スティーヴ・ナイ、ビル・プライス、ジョン・ケリー、ピーター・ヘンダーソン、ボブ・エズリン、リーバー・アンド・ストーラー、クリス・トーマスと一緒に仕事をした。
1980年代、世界をライブでミキシングしてツアーして回った後、彼はクリス・ヒューズと一緒にプロダクションをコラボレートしてつくった。彼らはアダム&ジ・アンツ、ティアーズ・フォー・フィアーズ、ワン・チャン、ポール・マッカートニー、リック・オケイセックなどと一緒に仕事した。
さまざまなキャパシティで協力した他のアーティストには、トーリ・エイモス、ミゲル・ボセ、モイヤ・ブレナン、エンヤ、ハワード・ジョーンズ、ヒューマン・リーグ、アフロ・ケルト・サウンド・システム、クリス・ヒューズ（アルバム『Shift』 - スティーヴ・ライヒへのオマージュ）、ピーター・ガブリエル、薩頂頂、ロバート・プラント、ペリー・ブレイク、メアリー=ジェス、ヤーナ・ケルシュネル、アンドルー・ロイド・ウェバー、ルーファス・ウェインライト、マーク・ロンソン、カレン・モク、ズッケロ、ドン・ウォズ、フィルデルがいる。
バタシーにスタジオを持つ「リバーメディアグループ (RiverMediaGroup)」の創設者である彼は、最近では、オーケストラと電子要素のハイブリッドを利用して、いくつかの映画のスコアを作成している。
カラムは、プロデュース、作曲、録音、ミックスの仕事を続けている。彼は現在、音楽プロダクションのコンサルタントやA&Rとしても活動しており、国際的に旅して周っている。